# Остероде-ам-Харц
Остеро́де-ам-Харц (нем. Osterode am Harz) — город в Германии, районный центр, расположен в земле Нижняя Саксония.
Входит в состав района Остероде. Население составляет 23 444 человека (на 31 декабря 2010 года). Занимает площадь 102,46 км². Официальный код — 03 1 56 011.
Известным уроженцем города является бессменный вокалист популярной в 1980 - 90-х гг. группы «Silent Circle» Мартин Тихсен (род. 1959).
| Год  | Население |
| ---- | --------- |
| 1990 | 26 714    |
| 1995 | 26 695    |
| 2000 | 26 024    |
| 2005 | 24 845    |
| 2010 | 23 675    |

## Археология
Близ города в пещере Лихтенштейн обнаружено захоронение культуры полей погребальных урн.